# Llanelltyd
Llanelltyd är en community i Storbritannien.   Den ligger i kommunen Gwynedd och riksdelen Wales, i den södra delen av landet, 290 km nordväst om huvudstaden London. Antalet invånare är 514.